# リリー・コール
リリー・コール（Lily Cole, 1987年12月27日 - ）は、イギリス・ロンドン出身のファッションモデル、女優。
あらゆる国の『ヴォーグ』を含むいくつかの主要な雑誌の表紙を飾り、マークス&スペンサーやリンメルなどの広告に登場している。2008年にはフランス版『プレイボーイ』でヌードを披露し、小さな論争を起こした。2007年に『St Trinian's』、2009年に『Rage』にマイナーな役で出演した後、ジョニー・デップらと共演した『Dr.パルナサスの鏡』で主要人物を演じた。

## 生い立ちと私生活
父クリス・コールと母ペイシェス・オーエンの間に南西イングランドのトーキーで生まれ、ロンドンで育った。3歳年上のエルフィという姉がいる。父は家庭を去った為、以後、母子家庭で育つ。女学校の聖メアリルボーン教会学校、レイティマー上級学校、私立ハマースミス学校を卒業。いずれも優秀な成績で卒業した。
14歳の時、ソーホー通りを歩いている時、後に俳優に転向するベンジャミン・ハートにスカウトされた。彼女は最初断ったが、後に気が変わりケイト・モスが所属するストームモデルと契約した。
2007年4月、イギリスの若者を対象とした『サタデー・タイムズ・リッチリスト』では彼女の推定純資産は約60万ポンドで、77番目の資産家と発表された。
2008年、元ロキシー・ミュージックのヴォーカリストブライアン・フェリーと交際が噂された。同年、映画で共演したコリン・ファレルとの交際を報じられた。2008年から2011年まで俳優のエンリケ・ムルシアーノと交際。2013年にTwitter開発者のジャック・ドーシーと豪華ヨットに乗って休暇を楽しむ姿を、撮影された。2015年2月28日、恋人クワミ・フェレイラとの子供を授かったと発表。同年9月11日に女児（ワイルド・コール・フェレイラ）を出産。
コールはモデルとしてのキャリアが「私に過去に持っていなかった多くの自信」を与えてくれたと述べている。2010年2月、『デイリー・ミラー』が実施した世論調査「古今の最もセクシーな赤毛の有名人」の4位になった。

### 学業
有数の進学校であるLatymer Upper School高等学校で哲学・倫理学・政治学・英語・歴史・演劇を学び、Aレベル（公立大学に入学するための統一試験）において哲学及び倫理学・政治学・英語で3つのAを獲得した才女である。ケンブリッジ大学キングス・カレッジへの進学が決定したが、入学は2008年に延期していた。。
2008年、モデル・女優活動を控え学業に専念すると発表した。大学では当初社会政治科学を受験したがその後専攻を変え、現在は芸術史を専攻している。

## モデルとしての経歴

### 雑誌
彼女はカメラマンのスティーブン・マイゼルの目に留まり、2003年に大ブレイクを果たした。その年のイタリア版『ヴォーグ』に主要な新人モデルとして紹介され、注目を浴びるようになる。それ以来、コールはクレイグ・マクディーン、ニック・ナイト、ユルゲン・テラー、アーサー・エルゴート、アービング・ペンを含む多くの著名なカメラマンと働いた。
2004年11月にイギリス・ファッション・アワードのモデル・オブ・ザ・イヤーを受賞した。以後、アメリカ・イタリア・イギリス・日本・韓国版『ヴォーグ』や『シチズンK』『V』などの表紙を飾ったり、特集が組まれるようになった。それに加えて、シャネル、クリスチャン・ラクロワ、エルメス、ロンシャン、キャシャレル、トップショップ、アナスイ・コスメティック、モスキーノの香水「アイ・ラブ・ラブ」などの広告に起用された。コールは2005年12月に『ヴォーグ』の「ベストドレッサー」リストで取り上げられた。
彼女はシャネル、DKNY、ジャン＝ポール・ゴルチエ、ヴェルサーチ、アレキサンダー・マックイーン、ジョン・ガリアーノ、ルイヴィトンを含む多くの国際的なショーに出演している。2007年に再び、イギリス・ファッション・アワードのモデル・オブ・ザ・イヤーにノミネートされ、2009年1月にフランス版『ヴォーグ』により2000年代のトップモデル30のうちの1人であると発表された。

### ヌードの仕事
コールは何度か裸で広告用写真に登場しているが、これにより彼女は賞賛と批判の両方を受けた。彼女の最初のヌードは2007年にフランスの高級志向の男性誌『パラディ』でのユルゲン・テラー撮影によるものだった。
2008年10月にはフランス版『プレイボーイ』でヌードを披露した。同誌の撮影はフランスの音楽家セルジュ・ゲンスブールの1971年のアルバム『メロディ・ネルソンの物語』のジャケットデザインに影響を受けている。マークス&スペンサーとの契約を打ち切るという要求が論争を生んだ。マークス&スペンサーは「彼女は人気の高い横顔で需要がとてもあるモデルである。それが我々が彼女と働くのを選んだ鍵である。」と主張してコールを支持した。そして同スポークスマンは「それは完全に彼女がどんな他の仕事を受け入れるかという彼女自身の選択である、我々は彼女の経歴に干渉したくない」と主張した。写真がポルノ的であるというキリスト教の団体から主張に対し、コールはヌードは芸術の中に存在し、それが必ずしも質を下げるというわけではないとし、芸術として写真を擁護した。『イギリス・アート・ジャーナル』の編集者ロビン・サイモンはコールの防衛手段をエドゥアール・マネの『オランピア』の際の仕事ぶりと比較した。
2009年11月にコールが2010年度ピレリのカレンダーをトップレスでデイジー・ロウとオランダ人モデルのマルース・ホルストと共に飾ると発表された。

### 広告
2007年9月にアクセサライズのモデルをクラウディア・シファーから引き継いで務めることが発表された。コレクションのためにハンドバッグもデザインした。2009年10月には化粧品会社リンメルロンドン、ティファニーと契約した。彼女は現在マークス&スペンサーのモデルと務める中で最年少のモデルである。

## 女優としての経歴

### 映画

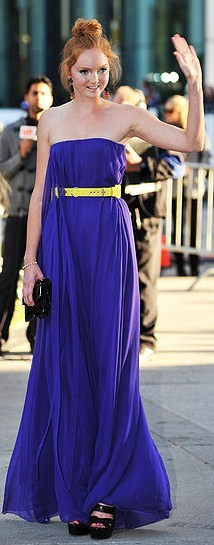
映画『Dr.パルナサスの鏡』のプロモーションで訪れたトロント国際映画祭にて（2009年9月）

2006年2月にマリリン・マンソンは自身の監督映画『Phantasmagoria: The Visions of Lewis Carroll』にコールを起用すると発表した。
2007年公開のコメディ映画『St.Trinian's（原題）』で、映画俳優としてデビューした。映画内ではオタクのポリー役を演じた。
2009年公開のテリー・ギリアム監督映画『Dr.パルナサスの鏡』で初めて主要人物の役を得た。コールはクリストファー・プラマー演じるパルナサス博士の1人娘ヴァレンティナを演じた。コールは『デーリー・テレグラフ』のインタビューでジョニー・デップ、ジュード・ロウ、コリン・ファレル、ヒース・レジャー（映画撮影が終了する前に死去した）と一緒に仕事をすることは、役割の重要さを感じると述べた。また、「（同映画に出演する前に）私は2、3の映画をやるだけだった。この映画ではプラマーやヒース・レジャーの様な驚くべき俳優に囲まれた。それは時々恐ろしいことだった」と語った。また、映画での役割を「私がこれまでにした最大の役割」だと述べた。ギリアム監督はコールが驚くべき観察力を持って、非常に速く役割を理解したと認めた。また、コールの女優としての将来性にも期待を寄せた。
2009年公開のサリー・ポッター監督映画『Rage（原題）』で有名人スーパーモデル「レタス・リーフ」を演じた。2010年公開の映画『There Be Dragons（原題）』に脇役で出演した。
2010年1月に受けたインタビューで『Dr.パルナサスの鏡』、『There Be Dragons』での役割について言及し続けるよりも
多くのものに集中したいという願望を明かした。また、今後の女優業にも意欲を見せた。

## キャンペーンの仕事

### 慈善事業
世界中の子供達を助ける目的で設立された「グローバル・エンゼルス」の大使を務める。「Save the Future」と印刷されたTシャツのモデルを行うという活動をした。
イギリスのテレフォンチャリティ事業「コミック・レリーフ」に必要な金を工面するために、オークションサイトイーベイに自身の石膏胸像を出品した。2009年12月にエルトン・ジョンが司会を務めるパーティに出席した。そこでエルトン・ジョン・エイズ基金を援助するために競売で売られる理想的なデザインのバーを設計するように頼まれた。

## 出演

### 映画
| 公開年 | 邦題 原題                                             | 役名           | 備考                           |
| ------ | ----------------------------------------------------- | -------------- | ------------------------------ |
| 2007   | St Trinian's                                          | ポリー         |                                |
| 2008   | Phantasmagoria: The Visions of Lewis Carroll          |                | 制作中止のまま公開されていない |
| 2009   | Rage                                                  |                |                                |
| 2009   | Dr.パルナサスの鏡 The Imaginarium of Doctor Parnassus | ヴァレンティナ |                                |
| 2011   | There Be Dragons                                      | アイリーン     |                                |
| 2011   | The Moth Diaries                                      |                |                                |
| 2011   | Confession of a Child of the Century                  |                | 2012年8月全米公開予定          |
| 2012   | スノーホワイト Snow White & the Huntsman              | グレタ         |                                |